# Dolichocis yuasai
Dolichocis yuasai es una especie de coleóptero de la familia Ciidae.

## Distribución geográfica
Habita en Japón.